# Mane Bhanjyang
Mane Bhanjyang (en népalais : बमानेभञ्ज्याङ) est un comité de développement villageois du Népal situé dans le district de Bhojpur. Au recensement de 2011, il comptait 2 671 habitants.
Cette localité est connue pour être le lieu de naissance de Bidya Devi Bhandari, l'actuelle présidente du Népal.